# کانادا (فیلسوف)
ماهاریشی کانادا (سانسکریت: कणाद)، همچنین با نام‌های اولوکا، کانابهاکشا، کانابهوج، دانشمند و فیلسوف طبیعی هند باستان بود که مکتب وای‌شیشیکا در فلسفه هند را تأسیس کرد، که نماینده اولین علم فیزیک در هند است.
تخمین زده می‌شود که کانادا بین قرن ششم تا قرن دوم قبل از میلاد می‌زیسته‌است، اطلاعات کمی در مورد زندگی او وجود دارد. نام اصلی او «Kaṇāda» به معنی «اتم‌خوار» است. او به‌دلیل توسعه پایه‌های رویکرد اتمیستی به فیزیک و فلسفه در متن سانسکریت وایشیکا سوترا نام برده شده‌است. متن او همچنین به‌عنوان کانادا سوتراس یا قصارهای کانادا نیز شناخته می‌شود.
مکتبی که توسط کانادا تأسیس شد، خلقت و وجود جهان را با ارائه یک نظریه اتمیستی، به‌کارگیری منطق و واقع‌گرایی توضیح می‌دهد، و یکی از اولین هستی‌شناسی‌های رئالیستی سیستماتیک شناخته‌شده در تاریخ بشر است. کانادا عنوان کرد که همه چیز را می‌توان تقسیم کرد، اما این تقسیم‌بندی نمی‌تواند برای همیشه ادامه یابد، و باید کوچک‌ترین موجودات (پارامانو) وجود داشته باشند که قابل تقسیم نیستند، و ابدی هستند، که به روش‌های مختلف یکپارچه می‌شوند تا مواد و اجسام پیچیده‌ای را تولید کنند که منحصربه‌فرد هستند؛ فرآیندی که شامل گرما است، و این اساس وجود ماده است. او از این ایده‌ها با مفهوم آتمن (روح، خود) استفاده کرد تا وسیله‌ای غیرخداباورانه برای موکشا ایجاد کند. اگر از دیدگاه فیزیک نگریسته شود، ایده‌های او حاکی از نقش روشن ناظر مستقل از سیستم مورد مطالعه است. عقاید کانادا بر سایر مکتب‌های هندوئیسم اثرگذار بود و در طول تاریخ حیات این فلسفه، ارتباط نزدیکی با مکتب فلسفه هندو نیایا پیدا کرد.
کانادا از شش ویژگی (پادارتا) صحبت می‌کند که قابل نام‌گذاری و شناخت هستند. او ادعا می‌کند که این شش دسته برای توصیف همه چیز در جهان کافی هستند. این شش دسته عبارتند از دراویا (جوهر)، گونا (کیفیت)، کارمانا (حرکت)، سامایا (زمان)، ویزا (جزئیات)، و ساماوایا (ذاتی). نه دسته از مواد (دراویا) وجود دارد که برخی از آن‌ها اتمی، برخی غیراتمی و برخی دیگر فراگیر هستند.
ایده‌های کانادا طیف گسترده‌ای از زمینه‌ها را در برمی‌گیرد، که نه تنها بر فلسفه، بلکه بر دانشمندان در زمینه‌های دیگر مانند کاراکا تأثیر گذاشته‌اند، چاراکا سامیتا متنی پزشکی نوشته کاراکا می‌باشد.

## طول عمر
قرنی که کانادا در آن زندگی می‌کرد نامشخص است و موضوع بحث‌های طولانی بوده‌است. ریپه در بررسی خود در سال ۱۹۶۱ بیان می‌کند که کانادا قبل از سال ۳۰۰ پس از میلاد زندگی می‌کرده‌است، اما شواهد قانع‌کننده‌ای برای قرار دادن او در قرنی مشخص وجود ندارد.
وای‌شیشیکا ساتروس از مکتب‌های رقیب فلسفی هندی مانند سامخیا و میمامسا نام می‌برد، اما هیچ اشاره‌ای به بودیسم نمی‌کند، که باعث شده‌است محققان در آثار جدیدتر تخمین‌هایی را از قرن ششم قبل از میلاد ارائه دهند. نسخه خطی وای‌شیشیکا در نسخه‌های متعدد، تا دوران مدرن باقی مانده‌است و کشف نسخه‌های خطی جدیدتر در مناطق مختلف هند توسط تاکور در سال ۱۹۵۷، و جامبوویجایجی در سال ۱۹۶۱، و به دنبال آن مطالعات ویرایش انتقادی نشان می‌دهد که متن منسوب به کانادا زمانی بین ۲۰۰ سال قبل از میلاد تا آغاز دوران رایج است؛ با این احتمال که آموزه‌های کلیدی آن ممکن است بسیار قدیمی‌تر باشد. چندین متن هندو مربوط به قرن اول و دوم پس از میلاد، مانند ماهاویباسا و ناناپراستانا از امپراتوری کوشان، آموزه‌های کانادا را نقل کرده‌اند. عقاید او همچنین در متون بودایی منسوب به آشواغوشا در همان دوره ذکر شده‌است.
در ادبیات جینیسم، از او به‌عنوان سد اولوکا یاد می‌شود، که به‌معنای «اولوکایی است که آموزه شش دسته‌ای را مطرح کرد». فلسفه وای‌شیشیکای او با نام دیگر «فلسفه اولوکا» که از اولوکا (به معنای جغد یا غله‌خوار در شب گرفته شده‌است) نیز یاد می‌شود.
کانادا در فلسفه‌های هندی اثرگذار بود و در متون مختلف با نام‌های دیگری مانند کاشیاپا، اولوکا، کاناندا، کانابوک و غیره از او نام برده‌اند.

## ایده‌ها
با توجه به ادعای کانادا، فیزیک هر آن چیز قابل دانستن است که بر حرکت استوار است. انتساب مرکزیت او به فیزیک در درک جهان نیز از اصول تغییرناپذیری او ناشی می‌شود؛ مثلاً می‌گوید اتم باید کروی باشد، چون در همه ابعاد باید یکسان باشد. او ادعا می‌کند که همه مواد از چهار نوع اتم تشکیل شده‌اند که دو نوع اتم جرم دارند و دو نوع بدون جرم هستند.
کانادا با تعریف «دارما» به‌عنوان چیزی که باعث پیشرفت ماده و عالی‌ترین خیر می‌شود، کار خود را در چارچوب اخلاقی بزرگ‌تر ارائه می‌دهد. او این سوترا را این‌گونه بیان می‌کند که وداها به این دلیل که چنین دارمایی را آموزش می‌دهند مورد احترام قرار گرفته‌اند.